# 味の素ホイホイ・ミュージック・スクール
味の素ホイホイ・ミュージック・スクール（あじのもとホイホイ・ミュージック・スクール）は、1962年7月21日から1965年9月25日まで日本テレビ系列局で放送されていた日本テレビ製作の歌謡バラエティ番組である。当初はモノクロ放送だったが、1964年1月4日からカラー放送となった。味の素の一社提供。放送時間は毎週土曜 19:30 - 20:00 （日本標準時）。

## 概要
架空の音楽学校という設定の下で行われていたオーディション番組。毎回オーディション参加者たちが同校の新入生として登場し、ザ・ドリフターズの演奏に合わせて課題曲を歌った。そして、在校生・卒業生・教授に扮したゲスト審査員たちが彼らを審査した。さらには観客からの投票もあった。
オープニングの終了後には、番組のラストで出演者たちに振舞われる料理の担当者が登場し、番組中に味の素の製品を使ってどのような料理を作るのかを予告。彼らは、番組が進行している間に調理を進めていた。番組後半には、司会の鈴木やすしと木の実ナナによるコントのコーナーと、ゲスト歌手による歌のコーナーがあった。そして番組のラストでは味の素を使った料理が出され、それを毎回ゲスト歌手が食べて終了していた。
日本テレビによるオーディション番組の元祖であり、『タレントスカウトショー あなた出番です!』や『スター誕生!』の原点となった。またドリフ初のレギュラー番組であり、この番組で人気を得た彼らは後継番組の『あなた出番です!』と『ドリフターズ大作戦』にも連続で起用された。番組タイトルは、視聴者に「味の素を“ホイホイ”かけてもらいたい」という願いを込めて付けられたものである。

## 出演者

### 司会
- 鈴木やすし
- 木の実ナナ

### レギュラー
- ジャニーズ - 木の実ナナのバックダンサーを担当。
- ザ・ドリフターズ - 音楽コーナーを担当。

### 出身タレント
- 布施明
- 東山明美
- 望月浩
- 三田明

## 後日談
司会の鈴木やすしと木の実ナナは、1983年8月28日に同じく日本テレビ系列局で放送された『テレビから生まれた歌・30年!』で本番組の主題歌を歌唱し、番組出演当時の事を振り返った。その際に行われた番組紹介は、実際の番組映像ではなくスチル写真を使って行われた。

## ネット局
| 放送対象地域 | 放送局         | 放送時間          | 備考   | 出典  |
| ------------ | -------------- | ----------------- | ------ | ----- |
| 関東広域圏   | 日本テレビ     | 土曜19:30 - 20:00 | 制作局 | [ 4 ] |
| 富山県       | 北日本放送     | 土曜19:30 - 20:00 |        | [ 5 ] |
| 福井県       | 福井放送       | 土曜19:30 - 20:00 |        | [ 5 ] |
| 近畿広域圏   | よみうりテレビ | 土曜19:30 - 20:00 |        | [ 6 ] |